# 馬科亞人

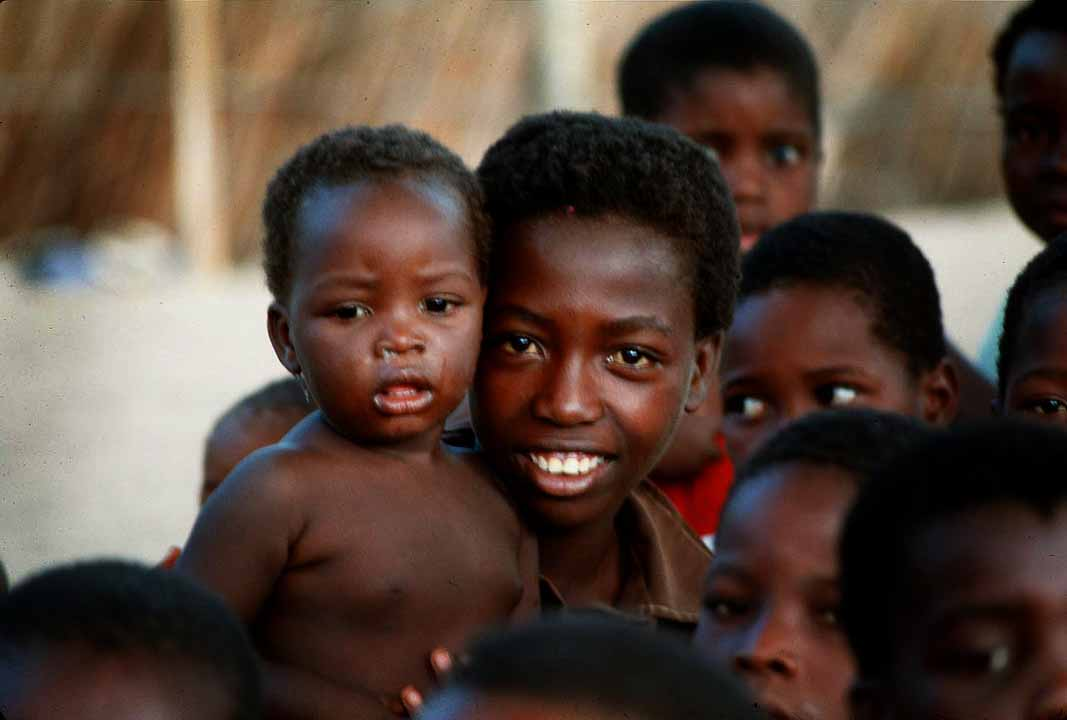
生活在莫桑比克的儿童

馬科亞人，是馬達加斯加島上一個東非奴隸後裔的族群，祖先來源是莫桑比克北部的馬庫亞人。他們是世界上最後一個因奴隸販賣而出現的社群。他們有時被歸類為被稱為韋佐的萨卡拉瓦人的漁民分支。馬科亞人因身材較大和歷史上曾出任法國殖民政府的警察而保持著獨特的身份。

## 民族識別
馬科亞人（在首都安塔那那利佛附近的中部高地稱為馬薩姆貝卡），是馬達加斯加的一個由奴隸後裔組成的族群，他們也是由奴隸貿易造成的世界上最新的非洲移民群體之一。在今天馬達加斯加，馬科亞人不僅指的是那些被認為是馬庫亞人奴隸後裔，也指那些膚色非常黑，以及身體強壯和有力的人。

## 歷史
在16世紀，奴隸貿易是馬達加斯加國王的主要財富來源，第一批來自莫桑比克的人也在16世紀抵達馬達加斯加西部。但他們不是奴隸，而是移民到馬達加斯加逃離奴隸貿易，然後重新蹂躪非洲東部海岸。莫桑比克最大的奴隸貿易港口位於北部，是馬庫亞人口傳統的地區，但不是所有從這些港口出口的奴隸都是馬庫亞人，馬科亞人這個名字與該地區出口的奴隸有關。
馬達加斯加主要是一個奴隸的出口國，國王也賣敵對王國的子民結歐洲和阿拉伯交易者。在1819年，統治馬達加訓加2/3領土的伊麥里納王國的統治者拉達馬一世譴責英國外交官廢除馬達加斯加奴隸出口的懇求。馬達加斯加當時對奴隸的需求仍然很強勁，國內奴隸販子向向沿海省份補充，其他則從莫桑比克進口，補充了伊梅里納的軍隊。馬達加斯加西部的Maintirano鎮是莫桑比克非法奴隸貿易的主要樞紐。估計總共有65萬馬科亞奴隸從莫桑比克出口到馬達加斯加，其中多達30％被轉售並出口到其他西印度洋島嶼。
1877年6月20日，女王腊纳瓦洛纳二世的首相赖尼莱亚里沃尼通過了解放所有馬科亞奴隸的法律。約15萬在伊梅里納王國控制下的領土上的馬科亞奴隸獲得釋放，但在西部海岸非法奴隸貿易持續存在。摩納達省，在梅里納人的管理下，強制解放馬科亞奴隸，他們組合在一起，在城市內組建自己的社區，並在周圍建立了村莊。在十九世紀末，許多人加入了活躍在莫龍達瓦的挪威路德會教會。在20世紀80年代，一些馬科亞人徵求挪威傳教士的幫助，協助他們遣返莫桑比克。三十多年來，穆龙达瓦的許多馬科亞人返回東非家園，無論是建造船隻和筏子，還是通過籌集資金在船上通行。馬科亞奴隸的進口繼續在西部海岸部分地區進行，直到法國在1896年殖民馬達加斯加，並在島上取消了一切形式的奴隸制度。
在整個法國殖民時期，馬科亞村莊的生活反映了與莫桑比克遺留下來的傳統的強烈和持久的關係：語言，舞蹈，音樂，食物，故事和其他文化特徵。村莊的居民製造莫桑比克所用類型的家具，首飾，器具和樂器（特別是鼓）。一些馬科亞文化習俗被鄰居的萨卡拉瓦人人採用，包括紋面和身體紋身。今天，馬科亞村莊和社區仿保持獨特的身份，儘管大多數文化習俗被故意遺棄或遺忘。

## 社會
在馬科亞社會中，出現了三級種姓制度，以複制在馬達加斯加社會中占主導地位的梅里納人種姓制度。奴隸主通常會指定為馬科亞社會的領導人，他們的頭銜是安帕里賈卡(王)，之下是地位較高和地位較低的奴隸。

## 語言
馬卡亞語是馬拉什加語的一種方言，它是婆羅洲南部所說的馬來-波利尼西亞語的一個分支，源於巴里托語。歷史上他們講的是莫桑比克北部的語言Emakhuwa語;教會的讚美詩和聖經的一部分被馬科亞路德會信徒翻譯成了Emakhuwa語。馬科亞人在馬達加斯加撰寫的幾種已知的Emakhuwa語言文件由家庭和社區成員精心保存。但今天，沒有生活在馬達加斯加的馬科亞人繼續說他們的母語。